# Мишуково (Ногинский район)
Мишуково — деревня в Ногинском районе Московской области России, входит в состав сельского поселения Ямкинское.

## Население
| 1852 | 1859 | 1890 | 1926 | 2002 | 2006 | 2010 |
| ---- | ---- | ---- | ---- | ---- | ---- | ---- |
| 227  | ↗245 | ↘111 | ↗254 | ↘32  | ↘5   | ↗24  |

## География
Деревня Мишуково расположена на северо-востоке Московской области, в западной части Ногинского района, примерно в 44 км к востоку-северо-востоку от центра города Москвы и 13 км к северо-западу от центра города Ногинска, по левому берегу реки Жмучки бассейна Клязьмы.
В 8 км к югу от деревни проходит Горьковское шоссе М7, в 4 км к северо-западу — Щёлковское шоссе А103, в 5 км к юго-западу — Монинское шоссе Р109, в 9 км к востоку — Московское малое кольцо А107. Ближайшие населённые пункты — деревни Пашуково и Пятково.

## История
В середине XIX века деревня относилась ко 2-му стану Богородского уезда Московской губернии и принадлежала коллежскому асессору Гурьеву М. В., в деревне было 27 дворов, крестьян 107 душ мужского пола и 120 душ женского.
В «Списке населённых мест» 1862 года — владельческая деревня 2-го стана Богородского уезда Московской губернии по левую сторону Мало-Черноголовского тракта (между Владимирским шоссе и Стромынским трактом), в 15 верстах от уездного города и 12 верстах от становой квартиры, при реке Жмучке, с 31 двором и 245 жителями (110 мужчин, 135 женщины).
По данным на 1890 год — деревня Ямкинской волости 3-го стана Богородского уезда с 111 жителями, при деревне была полушёлковая фабрика Кустова, на которой трудилось 29 рабочих, управлял сам владелец.
В 1913 году — 48 дворов.
По материалам Всесоюзной переписи населения 1926 года — центр Мишуковского сельсовета Пригородной волости Богородского уезда в 8,5 км от Владимирского шоссе и 14,5 км от станции Богородск Нижегородской железной дороги, проживало 254 жителя (127 мужчин, 127 женщин), насчитывалось 50 хозяйств, из которых 46 крестьянских.
С 1929 года — населённый пункт Московской области.
Административно-территориальная принадлежность
1929—1930 гг. — деревня Пашуковского сельсовета Богородского района.
1930—1959, 1962—1963, 1965—1994 гг. — деревня Пашуковского сельсовета Ногинского района.
1959—1962 гг. — деревня Балобановского сельсовета Ногинского района.
1963—1965 гг. — деревня Пашуковского сельсовета Орехово-Зуевского укрупнённого сельского района.
1994—2006 гг. — деревня Пашуковского сельского округа Ногинского района.
С 2006 года — деревня сельского поселения Ямкинское Ногинского муниципального района.